# Degasaggio
Nell'ingegneria chimica, il degasaggio è il procedimento che porta alla rimozione di gas disciolti nei liquidi (in genere acqua o soluzioni acquose).
Il degasaggio può essere svolto per varie ragioni: ad esempio può essere effettuato quando si vuole ottenere un solvente privo di aria o ossigeno per evitare reazioni indesiderate con il soluto, oppure per evitare la formazione di bolle in un liquido che deve essere successivamente solidificato (la presenza delle bolle infatti incide sulle proprietà meccaniche del materiale).
Alcune metodiche possibili per effettuare l'operazione di degasaggio sono:
- riduzione di pressione;
- riscaldamento;
- filtrazione a membrana;
- sostituzione con gas inerte;
- addizione di un riducente.

## Degasaggio per riduzione di pressione
La solubilità dei gas nei liquidi è determinata dalla legge di Henry, secondo la quale la quantità di gas disciolto in un liquido è proporzionale alla sua pressione parziale. Quindi la riduzione della pressione comporta un abbassamento della solubilità del gas.

La sonicazione e la miscelazione sottovuoto possono migliorare l'efficienza del processo di separazione. Il degasaggio per riduzione di pressione viene anche chiamato "degasaggio sottovuoto" (o in inglese "vacuum degasification").

## Degasaggio per riscaldamento
Il degasaggio per riscaldamento viene condotto entro speciali apparecchiature, chiamate deareatori. Dal punto di vista costruttivo, esistono essenzialmente due tipologie di aeratori: gli aeratori spray e gli aeratori a piatti.

## Degasaggio per sostituzione con gas inerte
Il degasaggio per sostituzione con gas inerte (in inglese sparging) consiste nel fare gorgogliare nel liquido un gas inerte dal punto di vista chimico (ad esempio azoto, argon o elio). Questo tipo di degasaggio viene impiegato per trattare i solventi utilizzati nell'HPLC.